# Emiraat Sicilië
Het emiraat Sicilië was een islamitische staat in Zuid-Italië die bestond van 827 tot 1091. Het emiraat ontstond nadat de Arabieren Sicilië veroverden op het Byzantijnse Rijk. In 1091 was geheel Sicilië door Rogier I van Sicilië veroverd op de Arabieren en werd daarna het christelijke graafschap Sicilië.

## Eerste Arabische invasies
In 535 werd Sicilië een Byzantijnse provincie. Ten tweeden male werd het Grieks de belangrijkste taal op het eiland. De macht van het Byzantijnse rijk nam echter in de daaropvolgende eeuwen af en in 652 landden voor het eerste Arabische troepen onder leiding van Oethman ibn Affan op het eiland. Deze invasie had geen permanent karakter en zodoende verlieten de Arabieren het eiland snel. Tegen het einde van de zevende eeuw, tijdens de verovering van de Omajjaden van Noord-Afrika, werden er in de haven van Carthago schepen gebouwd zodat de Arabieren een uitvalsbasis hadden voor een invasie van Sicilië.
Rond 700 werd het eiland Pantelleria, 85 kilometer ten zuidwesten van Sicilië, veroverd door de Arabieren. Onenigheid tussen de Arabieren was het enige wat hen ervan weerhield om Sicilië te bezetten.
De eerste echte verovering van Sicilië begon in 740. In dat jaar veroverde de moslimprins Habib succesvol Syracuse. De troepen van Habib stonden klaar om het gehele eiland te veroveren, maar zij moesten hun plannen opgeven toen de Berbers in Tunesië in opstand kwamen. Een tweede aanval in 752 leidde alleen tot een plundering van Syracuse.

## Opstand van Euphemius
In 826 dwong Euphemius van Messina, de commandant van de Byzantijnse vloot van Sicilië, een non om met hem te trouwen. Keizer Michaël II Psellos was furieus en beval generaal Constantijn om een einde te maken aan het huwelijk en de neus van Euphemius af te snijden. Euphemius doodde Constantijn echter en bezette vervolgens Syracuse. Hij werd echter verslagen en vluchtte naar Noord-Afrika, waar hij Ziyadat Allah I, de Aghlabidische emir van Tunesië, aanbood, om Sicilië te bezetten. De emir zond een invasieleger bestaande uit Arabieren, Berbers, Andalusiërs, Kretenzers en Egyptenaren. De emir sloot met Euphemius de belofte dat hij het eiland zou mogen besturen in ruil voor een jaarlijks eerbetoon.

## Aghlabiden
De 70-jarige qadi Asad ibn al-Furat kreeg de leiding over het invasieleger. Het leger bestond uit 10.000 infanteristen, 700 ruiters en 100 schepen. De vloot werd aangevuld met de schepen van Euphemius en na de landing in Mazara del Vallo met diens ridders. De eerste strijd vond plaats op 15 juli 827 in de buurt van Mazara en resulteerde in een Arabische overwinning op de trouwe Byzantijnse troepen.
Asad veroverde de zuidkust van het eiland en belegerde Syracuse. Na een beleg dat een jaar duurde en tijdens welke een ontzettingsleger uit Palermo werd verslagen, moesten de Arabieren zich door een pestepidemie (die ook Asad het leven kostte) terugtrekken in het kasteel van Mineo. Later lanceerden de Arabieren opnieuw een offensief, maar moesten dat opgeven toen het ze niet lukte om Castrogiovanni (tegenwoordig Enna) te veroveren. Inmiddels was Euphemius ook overleden en trokken de Arabieren zich terug op Mazara.

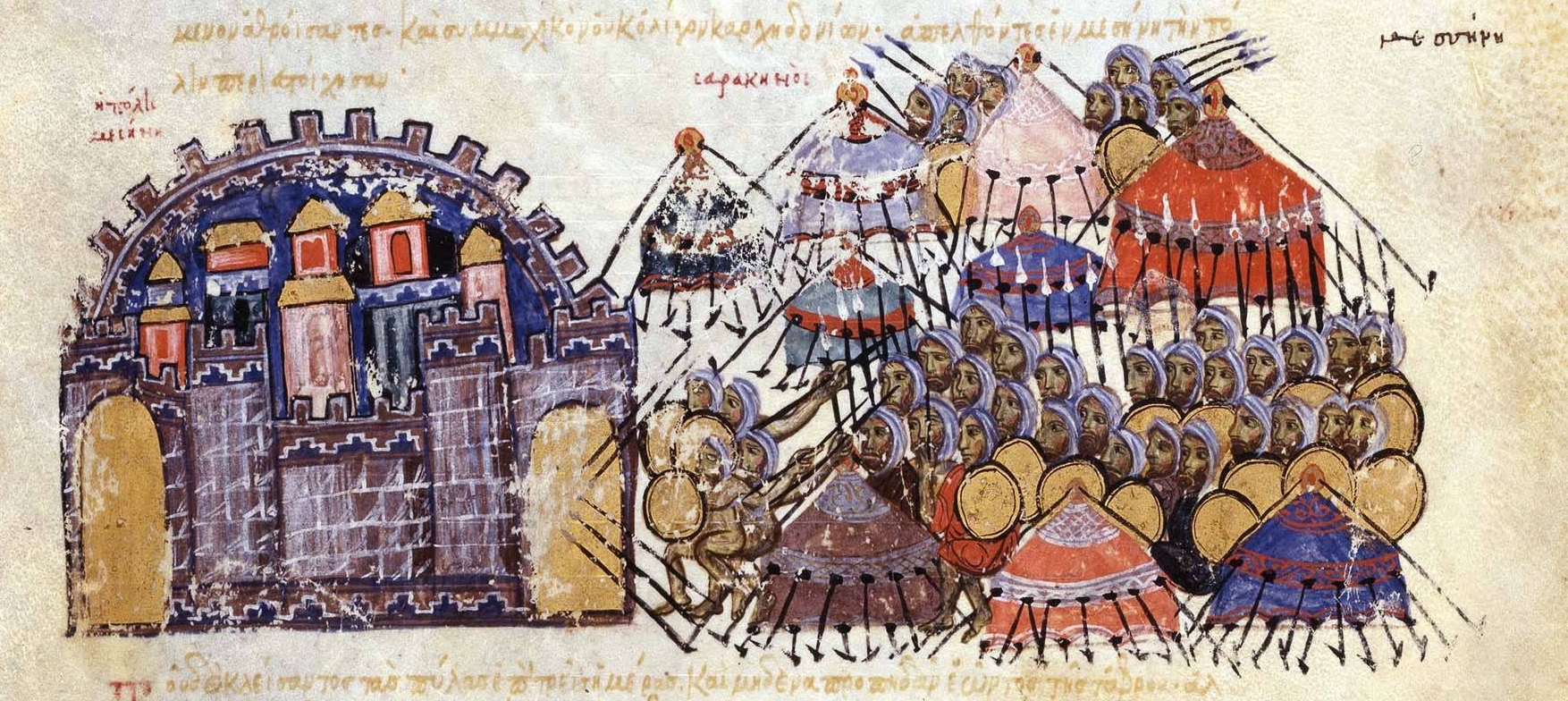
Beleg van Messina in 1040

In 830 kreeg het Arabische invasieleger versterkingen in de vorm van 30.000 Afrikaanse en Andalusische troepen. De Iberische moslims versloegen de Byzantijnse commandant Teodotus in de maanden juli en augustus van dat jaar, maar ze moesten echter opnieuw terugkeren naar Mazara, en later naar Afrika ten gevolge van een nieuwe pestepidemie. De Afrikaanse Berbertroepen werden naar Palermo gezonden om die stad te belegeren en na een lange belegering van een jaar lukte het ze in september 831 om de stad in te nemen. Palermo werd de islamitische hoofdstad van Sicilië en werd omgedoopt tot Balharm.
De verovering van Sicilië stuitte op enorme tegenstand van de Byzantijnse troepen. Al met al duurde het meer dan een eeuw voordat het hele eiland door de moslims was veroverd. Syracuse viel in 878 dankzij Giafar Ibn-Muhammad. Taormina hield het vol tot 902. De verovering was pas voltooid in 965 met de val van Rometta.

## Fatimiden
Begin de 10de eeuw werd Noord-Afrika veroverd door de sjiitische Fatimiden. In 917 namen ze het beleid van het eiland over van de Aghlabiden. Nadat kalief Abu Tahir Isma'il al-Mansur een opstand had neergeslagen benoemde hij Hassan al-Kalbi (948–954) tot emir van Sicilië. Hij onderdrukte met succes enkele opstanden van de Byzantijnen en stichtte de dynastie van de Kalbiden. De Kalbiden voerden meermalen aanvallen uit op het vasteland van Zuid-Italië tot in de elfde eeuw, en in 982 werd een Duits leger onder leiding van keizer Otto II in de slag bij Crotone verslagen. Onder emir Yusuf al-Kalbi (990–998) begon een periode van langzaam verval. Onder emir al-Akhal (1017–1037) namen de dynastieke conflicten toe, doordat facties binnen de familie zich aansloten bij de Byzantijnen en de Ziriden. De Byzantijnen maakten gebruik van onenigheid tussen de islamitische bestuurders en bezetten het oosten van het eiland tussen 1038 en 1043 onder leiding van Georgios Maniakes.  Na de dood van emir Hasan as-Samsam (1040–1053) stierf de dynastie van de Kalbiden uit en werd het eiland verdeeld in verscheidene kleinere emiraten. Ibn al-Hawas heerste over de Val Demone in het noordoosten van Sicilië vanuit Qas'r Ianni (tegenwoordig Enna). Ibn al-Timmah heerste over de Val di Noto in het zuidoosten van Sicilië vanuit Syracuse en Catania, en Abdullah ibn Haukal heerste over Val di Mazara, een regio in het westen van Sicilië. Tijdens deze periode van politieke versplintering noemden lokale machthebbers zich dikwijls gewoon emir, terwijl ze dat officieel niet waren.
De Arabieren zetten aan tot landhervormingen die leidden tot een verhoogde productiviteit. De Arabieren verbeterden de irrigatiesystemen en landbouwproducten zoals sinaasappelen, citroenen, pistache en suikerriet werden ingevoerd naar Sicilië.

## Bevolking

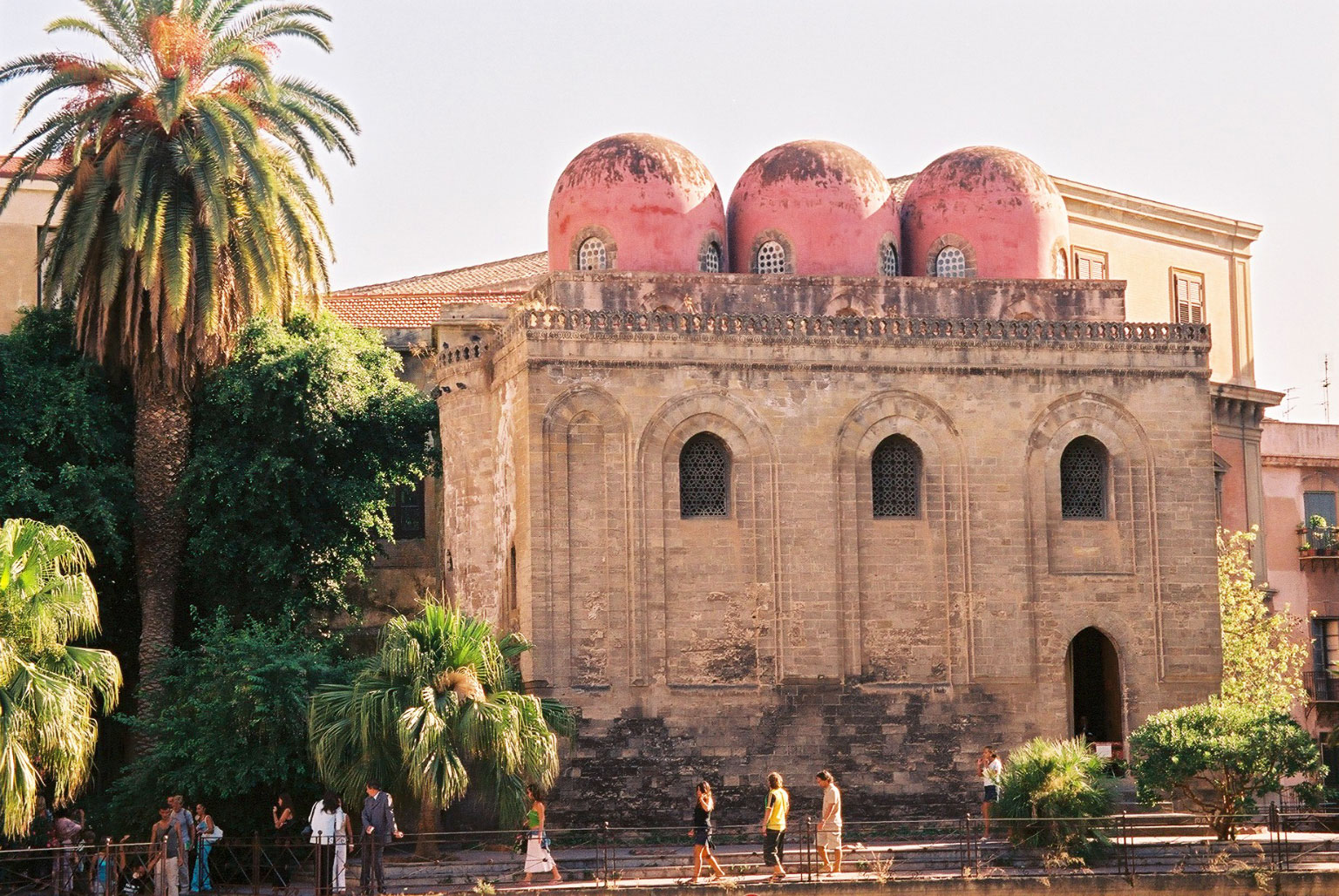
De islamitische architectuur beïnvloedde sterk de Arabisch-Normandische architectuur, zoals bij de San Cataldo in Palermo

De bevolking van Sicilië bestond vóór de islamitische verovering voornamelijk uit Italiaanssprekende katholieken op West-Sicilië, en Griekssprekende op Oost-Sicilië. Op het eiland woonde ook een grote joodse minderheid. Ten tijde van de islamitische overheersing van het eiland vestigden talloze Arabieren zich op het eiland. De niet-moslims, de dhimmi, moesten een speciale belasting betalen als eerbetoon aan hun veroveraars. Als men zich tot de islam bekeerde, hoefde die belasting niet langer betaald te worden. Veel Sicilianen bekeerden zich tot de islam, maar zelfs na 100 jaar overheersing leefden er nog grote groepen christenen op het eiland (vooral in het noordoosten). Deze christenen waren over het algemeen voorstanders van de Normandische verovering van Sicilië toen ze het eiland binnenvielen.

## Verval

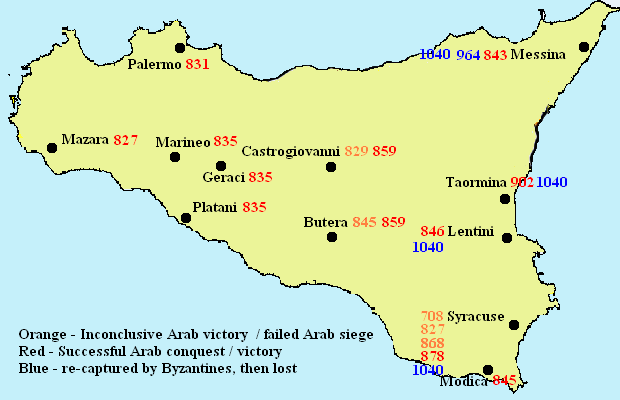
Kaart van de verovering en herovering van Sicilië met data.

Het emiraat Sicilië raakte in verval ten gevolge van dynastieke twisten, die leidden tot de verdeling van het land in leengoederen. Vanaf het jaar 1000 kwamen er steeds meer Normandische huurlingen naar Zuid-Italië om de moslims te verdrijven. Na jaren strijd hadden zij het gehele vasteland van Zuid-Italië in bezit. Paus Nicolaas II zag de Normandiërs als een bedreiging, maar nadat de laatstgenoemden er in waren geslaagd om een pauselijk leger te verslaan, koos Nicolaas II eieren voor zijn geld en verhief in juli 1059 de Normandiër Robert Guiscard tot hertog van Apulië, Calabrië en Sicilië, dat eerst nog op de moslims veroverd moest worden.
In 1061 veroverden de Normandiërs Messina met een leger van 700 ridders. In 1063 versloegen de troepen Rogier van Hauteville de moslims in de Slag bij Cerami en in 1068 nabij Misilmeri. In 1071 viel Palermo en werd het graafschap Sicilië, met Rogier als graaf, gesticht. De stad Qas'r Ianni (tegenwoordig Enna) werd nog steeds geregeerd door emir Ibn al-Hawas. Zijn opvolger, Ibn Hamud gaf zich over en bekeerde zich tot het christendom in 1087. Na zijn bekering ging Ibn Hamud behoren tot de christelijke adel en verhuisde met zijn familie naar een landgoed in Calabrië. In 1091 vielen Butera en Noto, de laatste moslimbolwerken op Sicilië.